# Asociación Peruana de Fútbol de Salón
La Asociación Peruana de Fútbol de Salón (APFS por sus siglas, antes conocida como Asociación Peruana de Futsal) es la entidad que rige, regula y promueve, en Perú, el fútbol de salón de acuerdo a las reglas de la Asociación Mundial de Futsal (AMF), entidad a la que se encuentra adscrita. La asociación es, además, miembro de la Confederación Sudamericana de Futsal (CSFS). Es el ente a cargo de organizar las respectivas selecciones masculina  y femenina para su participación en torneos  internacionales. También se encarga de organizar los campeonatos de clubes dentro del país, así como gestionar con la CSFS la posibilidad de ser sede de algún torneo.

## Historia
La asociación fue fundada con el nombre de Asociación Peruana de Futsal y en su momento logró afiliarse tanto a la AMF como a la extinta Confederación Panamericana de Futsal (PANAFUTSAL). La APF se mantuvo activa desde su fundación hasta finales de 2011, cuando a raíz de desacuerdos con la AMF, la organización fue abandonada y cayó en la inactividad. 
Gracias a la promoción de la APF el fútbol de salón creció en el país. Se llegó a tener un Torneo Nacional y la selección se clasificó para 3 mundiales de manera consecutiva. Deporcentro Casuarinas se convirtió en un club referente no solo a nivel nacional sino que también a nivel internacional; a sus 6 títulos nacionales le sumó el Campeonato Panamericano de 2004, y la Copa Intercontinental ese mismo año, este último logro le valió al plantel completo el ser invitado al Congreso de la República para ser condecorado.
Luego de la desaparición de la APF, todo su trabajo se perdió, el Campeonato Nacional desapareció y con él el Deporcentro Casuarinas, la selección nacional perdió continuidad y la APF perdió su afiliación en la AMF. No fue hasta principios de 2016, en que se creó la Asociación Peruana de Fútbol de Salón la cual fue admitida por la AMF, luego se afilió a la Confederación Sudamericana de Futsal y finalmente se restauró el Campeonato Nacional con un torneo celebrado ese mismo año. Los campeones del torneo de 2018 y 2019 participaron en el Campeonato Sudamericano de Clubes de futsal marcando el retorno de clubes peruanos a este torneo después de muchos años de ausencia.  
En 2020 la APFS fue elegida para ser sede de la Zona Norte del Campeonato Sudamericano de Clubes de futsal 2020. Dicho certamen se iba a celebrar en Puno, pero fue cancelado debido a la Pandemia de enfermedad por coronavirus de 2020 en Perú.  

## Desempeño de las selecciones de fútbol de salón

### Masculina
La selección masculina de fútbol de salón ha participado tres veces en el Campeonato Mundial de futsal de la AMF en las ediciones 2003, 2007 y 2011. En las dos primeras alcanzó el 4to lugar, mientras que en la edición de 2011 fue eliminado en los cuartos de final.

#### Lista de entrenadores
- Francisco Melgar (2003-2007)[13]

### Femenina
La selección femenina consiguió clasificarse al Campeonato Mundial Femenino de futsal de la AMF en el 2022 obteniendo el décimo lugar en la competencia.

## Torneos de clubes
La APF organizaba ya antes de 2011 el Torneo Nacional de Futsal, un torneo que se juega bajo las reglas de la AMF. Deporcentro Casuarinas fue uno de los clubes más exitosos, no solo a nivel nacional sino también a nivel internacional. El campeón de este certamen se clasifica para el Campeonato Panamericano de Clubes de futsal. En el 2004 Deporcentro logró el campeonato del Panamericano y posteriormente ganó la Copa Intercontinental.  
En el año 2002, y ante la falta de una liga de futsal FIFA plenamente desarrollada, Deporcentro fue invitado a participar de la Copa Libertadores de futsal 2002.  
Tras la desaparición de la APF, el campeonato cayó en el abandono. Fue restablecido recién en el 2016 bajo la nueva APFS la que le dio un nuevo formato. Bajo la gestión de la APF el torneo era una liga que se encontraba centralizada en Lima; la APFS en su lugar optó por un modelo descentralizado más parecido a la Copa Perú. Se le dio a cada departamento la posibilidad de organizar su propia liga superior y luego cada liga superior clasificaría 1 o 2 equipos al Torneo Nacional de Futsal que se juega en una sede preseleccionada. El campeón del Torneo Nacional se clasifican a la Zona Norte del Campeonato Sudamericano de Clubes de futsal. 

### Ligas Superiores afiliadas
- Liga Superior del Cusco
- Liga Superior de Arequipa
- Liga Superior de Puno
- Liga Superior de Loreto
- Liga Superior de Moquegua
- Liga Superior de Madre de Dios

Campeones por año:
| Año  | Arequipa  | Cusco             | Puno                | Madre de Dios      | Loreto | Moquegua |
| ---- | --------- | ----------------- | ------------------- | ------------------ | ------ | -------- |
| 2016 | K&M Sport | UNSAAC            |                     |                    |        |          |
| 2017 | K&M Sport | UNSAAC            |                     |                    |        |          |
| 2018 | K&M Sport |                   | Esteban Ramos       |                    |        |          |
| 2019 |           | Potrillos Corazón | La Gran Familia     |                    |        |          |
| 2022 | K&M Sport | AD Wiñay          | Pesadilla Ayavireña | Pizzería Valentino |        |          |
| 2023 |           | AD Wiñay          |                     |                    |        |          |
|      |           |                   |                     |                    |        |          |

### Lista de campeones
| Torneo Nacional de Fútbol de Salón bajo la gestión de la APF                                 | Torneo Nacional de Fútbol de Salón bajo la gestión de la APF | Torneo Nacional de Fútbol de Salón bajo la gestión de la APF | Torneo Nacional de Fútbol de Salón bajo la gestión de la APF | Torneo Nacional de Fútbol de Salón bajo la gestión de la APF | Torneo Nacional de Fútbol de Salón bajo la gestión de la APF |
| N.°                                                                                          | Año                                                          | Sede                                                         | Campeón                                                      | Resultado                                                    | Subcampeón                                                   |
| -------------------------------------------------------------------------------------------- | ------------------------------------------------------------ | ------------------------------------------------------------ | ------------------------------------------------------------ | ------------------------------------------------------------ | ------------------------------------------------------------ |
| I                                                                                            | 2005                                                         |                                                              | Deporcentro Casuarinas                                       |                                                              |                                                              |
| II                                                                                           | 2006                                                         |                                                              | Deporcentro Casuarinas                                       |                                                              |                                                              |
| III                                                                                          | 2007                                                         | Arequipa                                                     | Deporcentro Casuarinas                                       |                                                              |                                                              |
| IV                                                                                           | 2008                                                         | Lima                                                         | Deporcentro Casuarinas                                       |                                                              | Villa Jardín (Lima)                                          |
| V                                                                                            | 2009                                                         | Tarma                                                        | Deporcentro Casuarinas                                       | 9 - 3                                                        | Bazar Odalys                                                 |
| VI                                                                                           | 2010                                                         | Andahuaylas                                                  | Deporcentro Casuarinas                                       |                                                              | Los Inquietos                                                |
| VII                                                                                          | 2011                                                         | Lima                                                         |                                                              |                                                              |                                                              |
| 2012-15: abandonado debido a la desaparición de la APF                                       |                                                              |                                                              |                                                              |                                                              |                                                              |
| Torneo Nacional de Fútbol de Salón bajo la gestión de la APFS                                |                                                              |                                                              |                                                              |                                                              |                                                              |
| I                                                                                            | 2016                                                         | Arequipa                                                     | UNSAAC (Cusco)                                               | 5 - 4                                                        | K&M Sport (Arequipa)                                         |
| II                                                                                           | 2017                                                         | Cusco                                                        | K&M Sport (Arequipa)                                         | 8 - 3                                                        | UNSAAC (Cusco)                                               |
| III                                                                                          | 2018                                                         | Ayaviri                                                      | K&M Sport (Arequipa)                                         | 3 - 3 (p. 3 - 2)                                             | Esteban Ramos (Puno)                                         |
| IV                                                                                           | 2019                                                         | Puerto Maldonado                                             | Potrillos Corazón (Cusco)                                    |                                                              | La Gran Familia(Puno)                                        |
| 2020 y 2021: No disputado debido a la Pandemia de enfermedad por coronavirus de 2020 en Perú |                                                              |                                                              |                                                              |                                                              |                                                              |
| V                                                                                            | 2022                                                         | Arequipa                                                     | AD Wiñay (Cusco)                                             |                                                              | Pesadilla Ayavireña(Puno)                                    |
| VI                                                                                           | 2023                                                         | Cusco                                                        | Pesadilla Ayavireña (Puno)                                   | 4 - 4 (p. 4 - 3)                                             | Romanish (Pto Maldonado)                                     |

### Torneo Macroregional
El torneo macroregional es un torneo previo al Campeonato Nacional y que clasifica a los dos finalistas a este último.
| N.° | Año  | Sede    | Campeón          | Resultado | Subcampeón  |
| --- | ---- | ------- | ---------------- | --------- | ----------- |
| I   | 2022 | Ayaviri | Deportivo Calfer |           | K & M SPORT |

## Lista de presidentes
- Gustavo Rubio Therese (presidente de la APF hasta su desaparición a finales de 2011)[16]
- Kay Cuadros (Presidente de la refundada APFS desde principios de 2016)[1]